# Kcell
АТ «Кселл» (KASE: KCEL [Архівовано 6 січня 2017 у Wayback Machine.]Шаблон:KASE) — оператор стільникового зв'язку стандарту GSM 900, GSM 1800, UMTS/WCDMA (2100 МГц), LTE/4G (800/1800 МГц), що надає послуги під брендами «Activ» і «Kcell».

## Історія
Компанія заснована 30 вересня 1998 року.
В кінці травня 2014 року Kcell оголосила, що стає офіційним дистриб'ютором iPhone в Казахстані.

## Власники і керівництво
Акціонером АТ «Кселл» є фінсько-шведсько-турецька компанія «FinTur» (належить TeliaSonera). У лютому 2012 року АТ «Казахтелеком» продала свою частку участі TeliaSonera за ціною 1,519 млрд доларів.
В кінці 2011 року Kcell оголошує IPO. Зокрема, було оголошено про намір провести міжнародне пропозицію простих акцій у формі глобальних депозитарних розписок на Лондонській фондовій біржі і одночасне пропозицію в Казахстані на Казахстанській фондовій біржі у вигляді акцій. В рамках міжнародного пропозиції та місцевого пропозиції було здійснено продаж існуючих акцій, що належать Sonera Holding B. V., дочірньої організації, що знаходиться в повній власності TeliaSonera AB, у розмірі 25% від загальної кількості розміщених простих акцій Kcell. За підсумками IPO компанія отримує "Найкраще IPO".
У лютому 2015-го главою компанії став демократичний Арті Отс, який на першій же зустрічі з журналістами проголосив нову стратегію для компанії. Преса відзначила майже в один голос, що модель комунікацій Арті Отса контрастує з колишніми керівниками Kcell, які були вкрай консервативні і спілкувалися з пресою неохоче. Ринки не відреагували на нове призначення.